# Distrito electoral de Arago (condado de Richardson, Nebraska)
Arago (en inglés: Arago Precinct) es un distrito electoral ubicado en el condado de Richardson en el estado estadounidense de Nebraska. En el Censo de 2010 tenía una población de 164 habitantes y una densidad poblacional de 1,65 personas por km².

## Geografía
Arago se encuentra ubicado en las coordenadas 40°8′14″N 95°29′33″O / 40.13722, -95.49250. Según la Oficina del Censo de los Estados Unidos, Arago tiene una superficie total de 99.19 km², de la cual 97.81 km² corresponden a tierra firme y (1.39%) 1.38 km² es agua.

## Demografía
Según el censo de 2010, había 164 personas residiendo en Arago. La densidad de población era de 1,65 hab./km². De los 164 habitantes, Arago estaba compuesto por el 91.46% blancos, el 5.49% eran amerindios, el 0.61% eran asiáticos y el 2.44% pertenecían a dos o más razas. Del total de la población el 0.61% eran hispanos o latinos de cualquier raza.